# Chardonne (Vaud)
Chardonne – miejscowość i gmina (commune) w zachodniej Szwajcarii, w kantonie Vaud, w okręgu (district) Riviera-Pays-d’Enhaut. Leży nad Jeziorem Genewskim.

## Demografia
W Chardonne mieszka 3186 osób. W 2021 roku 24,9% populacji gminy stanowiły osoby urodzone poza Szwajcarią.

## Transport
Przez teren gminy przebiegają autostrada A9 oraz drogi główne nr 9, nr 12 i nr 140.